# Henrik Agerbeck
Henrik Herbert Agerbeck (ur. 10 września 1956 we Frederiksbergu) – duński piłkarz występujący na pozycji napastnika.

## Kariera klubowa
Agerbeck karierę rozpoczynał w 1973 roku w zespole KB. W sezonie 1974 zdobył z nim mistrzostwo Danii. W 1975 roku odszedł do szwedzkiego drugoligowca, IFK Malmö. Występował tam przez trzy sezony, a potem wrócił do KB. W 1978 roku został graczem niemieckiej Herthy BSC. W Bundeslidze zadebiutował 12 sierpnia 1978 w zremisowanym 0:0 meczu z SV Darmstadt 98. 2 września 1978 w wygranym 4:1 pojedynku z Fortuną Düsseldorf strzelił pierwszego gola w Bundeslidze. Graczem Herthy był przez dwa sezony.
W 1980 roku Agerbeck przeszedł do francuskiego FC Nantes. W Division 1 zadebiutował 12 sierpnia 1980 w wygranym 4:3 spotkaniu z Tours FC, w którym zdobył też bramkę. W sezonie 1980/1981 wywalczył z zespołem wicemistrzostwo Francji, a w sezonie 1982/1983 mistrzostwo Francji.
W 1983 roku Agerbeck przeniósł się do innego pierwszoligowca, FC Sochaux-Montbéliard. Spędził tam trzy sezony, a potem występował w drugoligowych drużynach US Orléans oraz USL Dunkerque, trzecioligowym Calais RUFC, a także amatorskim Stade Portelois, gdzie w 1994 roku zakończył karierę.

## Kariera reprezentacyjna
W reprezentacji Danii Agerbeck zadebiutował 28 czerwca 1978 w zremisowanym 0:0 towarzyskim meczu z Islandią. W latach 1978–1979 w drużynie narodowej rozegrał 4 spotkania.